# Java Database Connectivity
L'API Java Database Connectivity, Connectivitat a Bases de Dades en Java, (conegut per l'acrònim «JDBC»), permet a les aplicacions desenvolupades en llenguatge Java accedir mitjançant una interfície comuna a les bases de dades, mitjançant els controladors JDBC. Sovint, la connexió es fa a bases de dades relacionals, i els controladors JDBC es troben disponibles per la majoria dels sistemes gestors de bases de dades més estesos i utilitzats.

## Tipus de controladors
Els controladors són els programes de control que permeten la comunicació entre les aplicacions en llenguatge Java i els sistemes gestors de bases de dades. N'existeixen diversos tipus:
- Tipus 1: controladors que actuen com una passarel·la i que permeten l'accés a la base de dades a través d'una altra tecnologia, com l'ODBC.
- Tipus 2: controladors natius. Es tracta d'una combinació de controladors natius al sistema gestor de bases de dades i de programes de control de Java. Les crides JDBC es converteixen en crides natives al sistema gestor de bases de dades (MySQL, Oracle o d'altres). Sovint es desenvolupen en llenguatge C o en C++.
- Tipus 3: En aquest cas els controladors converteixen les crides JDBC de les aplicacions Java a un protocol independent del sistema gestor de bases de dades. Posteriorment, una aplicació intermèdia les converteix al protocol que requereix el sistema gestor (model de 3 capes).
- Tipus 4: Els controladors converteixen les crides JDBC directament a un protocol que entén el sistema gestor de bases de dades. Són els tipus de controladors que ofereixen una comunicació més ràpida i eficient amb el gestor de bases de dades.